# Закони Фіка
Зако́ни Фі́ка (англ. Fick's laws) описують дифузію і можуть бути використані знаходження коефіцієнта дифузії D. Закони були отримані німецьким фізиком Адольфом Фіком у 1855 році.

## Перший закон Фіка
В системі з градієнтом концентрації речовини dC/dx в напрямку х дифузійний потік J визначається першим законом Фіка:
{\displaystyle J=-D{\frac {dC}{dx}}},
де D — коефіцієнт дифузії (знак «-» вказує на напрямок потоку від більших концентрацій до менших).
У разі градієнту концентрації не лише в напрямку х, треба використовувати загальнішу формулу:
{\displaystyle \mathbf {J} =-DC\nabla \mu },
де {\displaystyle \mu } — хімічний потенціал.

## Другий закон Фіка
В системі з градієнтом концентрацій речовини dC/dx в напрямку х швидкість зміни концентрації речовини в даній точці, зумовлена дифузією, визначається другим законом Фіка:
{\displaystyle {\frac {dC}{dt}}=D{\frac {d^{2}C}{dx^{2}}}},
де t — час.